# Heavier Things
Heavier Things è il secondo album in studio del cantautore statunitense John Mayer, pubblicato il 9 settembre 2003 dalla Columbia Records negli Stati Uniti. Il titolo dell'album stesso è una sottile risposta a certa critica della musica di Mayer. L'album ha debuttato al numero 1 della US Billboard 200 chart, vendendo 317 000 copie nella prima settimana. Nonostante alcune critiche negative nei confronti del songwriting di Mayer, Heavier Things ha ricevuto recensioni generalmente positive dai maggiori critici della musica , sulla base di un punteggio complessivo di 67 / 100 da Metacritic .
Sulla copertina campeggia un'immagine dell'artista in piedi per intero con un paio di pantaloni larghi e una maglietta verde e con una chitarra che penzola sopra la vita da una cinghia che gli avvolge la spalla.
John Mayer ha dichiarato di essersi potuto sentire molto più sereno e di aver potuto focalizzarsi più sulla sua arte.

## Tracce
Testi e musiche di John Mayer, eccetto dove indicato.
1. Clarity – 4:28
2. Bigger Than My Body – 4:26
3. Something's Missing – 5:04
4. New Deep – 4:07
5. Come Back to Bed – 5:23
6. Home Life – 4:14 (John Mayer, David LaBruyere)
7. Split Screen Sadness – 5:06
8. Daughters – 3:58
9. Only Heart – 3:52
10. Wheel – 5:33